# Рамешбабу Прагнанандха
Рамешбабу́ Прагнана́ндха (в шахматном сообществе распространён вариант Прагг; там. பிரஞ்ஞானந்தா ரமேஷ்பாபு; род. 10 августа 2005, Ченнаи) — индийский шахматист, гроссмейстер (2018). Серебряный призёр Кубка мира 2023. Трёхкратный чемпион мира среди юношей (2013, 2015, 2019). Победитель Олимпиады 2024, бронзовый призёр Олимпиады 2022. Чемпион Азии (2022). Чемпион мира по рапиду в составе команды «WR Chess» (2023).
Один из самых молодых гроссмейстеров — получил звание в возрасте 12 лет 10 месяцев и 13 дней, на тот момент став 2-м в мире. Самый молодой международный мастер (10 лет, 10 месяцев и 19 дней). Прагнанандха и его сестра Вайшали — первый дуэт брата и сестры, в котором оба являются гроссмейстерами. Также они являются первыми братом и сестрой, которые приняли участие в турнире претендентов и турнире претенденток 2024.

## Биография
Родился в Ченнаи. Отец — менеджер банка, мать — домохозяйка, с раннего детства помогающая шахматисту на соревнованиях. Шахматами начал заниматься, вдохновившись старшей на 3 года сестрой, которая успешно принимала участие в турнирах.
Свой путь начал в академии шахмат «Гурункул» в Ченнаи, в богатом коммерческом и жилом районе Западный Мамбаламе. До 2016 года родителям приходилось занимать деньги для поездок. Когда Прагнанандха стал самым молодым международным мастером, у него появились спонсоры.
У Прагнанандхи есть старшая сестра Вайшали, которая является двукратной чемпионкой мира по шахматам среди девушек. По словам Прагнанандхи, вместе с сестрой они играют товарищеские партии дома, готовятся к партиям и ездят по турнирам.
Прагнанандха является вегетарианцем, как и другой известный тамилец — 15-й чемпион мира Вишванатан Ананд.
Тренером шахматиста является Рамачандран Рамеш. По его словам, Прагнанандха обладает большой силой воли, дисциплиной и твёрдым характером, которые помогают шахматисту уверенно одерживать победы и быстро забывать поражения.
Основным спонсором Прагнанандхи является компания по разработке программного обеспечения Ramco Systems.
Секундантом шахматиста является гроссмейстер Сури Вайбхав.

## Карьера

### 2013—2016
В 2013 году одержал уверенную победу на чемпионате мира до 8 лет, набрав 11 очков из 11. Прагнанандха стал мастером ФИДЕ в 8 лет.
В 2015 году на чемпионате мира до 10 лет также одержал победу, показав результат 9 очков из 11, как и Илья Маковеев, но по дополнительным показателям оказался на 1-м месте.
Несколько раз становится чемпионом Индии среди юниоров. Играл в опен-турнирах и приблизился к рейтингу 2400.
В 2016 году, выполнив за 3 месяца нормы в турнирах в Каннах, Москве и Бхубанешваре, Прагнанандха стал самым молодым международным мастером в истории в возрасте 10 лет, 10 месяцев и 19 дней.

### 2017
Прагнанандха регулярно участвовал в опен- и закрытых круговых турнирах. Сыграв в Sharjah Masters и других опен турнирах — Аэрофлот, Дубай, Рейкьявик — вплотную приблизился к гроссмейстерскому рейтингу 2500.
В конце года принял участие в чемпионате мира до 20 лет, Прагнанандха был моложе других участников на несколько лет. В итоге занял 4-е место, выполнив первую норму гроссмейстера.

### 2018—2021
В апреле заработал вторую норму гроссмейстера, сыграв в круговом Мемориале Фишера. Набрал 7 из 9 очков со средним рейтингом соперников 2384, заняв 1-е место.
В июне выполнил третью норму в представительном опен-турнире в Ортизеи. Занял 1-е место, набрав 7,5 очков из 9. Прагнанандха стал одним из самых молодых гроссмейстеров в истории (12 лет, 10 месяцев и 13 дней), показав 2-й результат после Сергея Карякина.
На чемпионате мира до 18 лет занял чистое 1-е место с результатом 9 из 11, став трёхкратным чемпионом мира среди юниоров.
В декабре 2019 года достиг рейтинга 2600 в возрасте 14 лет, 3 месяцев и 24 дней — это второй результат после Нихала Сарина.
Принял участие в Кубке мира 2021. В первом раунде победил Берсамина Пауло со счётом 1½:½. Во 2-м одержал уверенную победу над Саркисяном Габриэлом со счётом 2:0. Далее победил на тай-брейке Михаила Красенкова. На стадии 1/16 проиграл Максиму Вашье-Лаграву.

### 2022
В январе принимал участие в Вейк-ан-Зее 2022 со средним рейтингом 2736. Занял 12 место из 14 участников, одержав 3 победы над супергроссмейстерами Есипенко, Гуджрати и Дубовым.
На проходившей в родном городе 44-й шахматной олимпиаде выступал на третьей доске за сборную Индии-2. Команда заняла 3-е место, опередив основную сборную Индия-1, рейтинг-фаворита сборную США и другие команды, которые превосходили по среднему рейтингу Индию-2. Прагнанандха набрал 6,5 очков из 9, показав перформанс 2767.
В сильном турнире Дубай Опен с призовым фондом 50 000 $ занял 3-е место, уступив Александру Предке и Аравинду Читамбараму.
Одержал победу в чемпионате Азии среди мужчин в Нью-Дели. Набрал 7 очков из 9, оторвавшись на пол-очка от преследователей.

### 2023
В январе вновь принимал участие в Вейк-ан-Зее 2023. Впервые в классической партии обыграл гроссмейстера с рейтингом выше 2800 — Дин Лижэня. Занял 9 место из 14, набрав 6 очков из 13.
После победы в турнире «Мемориал Гезы» в Будапеште, Прагнанандха впервые набрал рейтинг 2700.
В августе дошёл до финала Кубка мира 2023 победив Максима Лагарда, Давида Навару, Хикару Накамуру (на тай-брейке 2:0), Ференца Беркеша, Арджуна Эригайси (на тай-брейке 4:3) и Фабиано Каруану (на тай-брейке 2½:1½). В финале встретился с бывшим чемпионом мира Магнусом Карлсеном, уступив ему на тай-брейке 1½:½. По результатам турнира получил право сыграть в турнире претендентов 2024 года.
В составе команды «WR Chess» стал чемпионом мира по быстрым шахматам. На пятой доске набрал 6½ из 7 очков и показал перформанс 2976.

### 2024
В январе в третий раз принимал участие в Вейк-ан-Зее 2024. В 4-м туре чёрными обыграл чемпиона мира Дин Лижэня.
В апреле сыграл в турнире претендентов, набрал 7 очков из 14 и занял 5-е место.
На одном из сильнейших турниров Ставангер 2024 одержал победы над 1-м и 2-м шахматистами мира: Карлсеном и Каруаной. По промежуточному рейтингу в возрасте 18 лет и 10 месяцев вошёл в мировую десятку.
В августе стал бронзовым призёром командного чемпионата мира по рапиду в составе WR Chess Team.

### 2025
Первое полугодие 2025 года Прагнанандха провёл успешно. Одержав победу в нескольких крупных элитных круговых турнирах, он поднялся на четвертую строчку мирового рейтинга. По результатам FIDE Circuit 2025 Прагнанандха вышел на первую строчку зачёта.
В январе Прагнанандха одержал победу в престижном турнире Вейк-ан-Зее 2025, переиграв на тай-брейке чемпиона мира Доммараджу Гукеша.
В мае одержал победу на турнире в Бухаресте, который является одним из этапов Grand Chess Tour. Разделив первое место с французами Алирезой Фирузджой и Максимом Вашье-Лагравом, Прагнанандха одержал победу в однокруговом матче плей-офф.
В июне одержал победу на турнире в Ташкенте, переиграв на тай-брейке представителей Узбекистана Жавохира Синдарова и Нодирбека Абдусатторова.